# ألان نيل
ألان نيل (بالإنجليزية: Alan Neill)‏ (10 يونيو 1956 في المملكة المتحدة - ) هو لاعب كريكت بريطاني.

## وصلات خارجية
- ألان نيل على موقع إي آس بي آن كريك إنفو (الإنجليزية)